# فراتر از قانون (فیلم ۱۹۳۴)
فراتر از قانون (به انگلیسی: Beyond the Law) یک فیلم جنایی آمریکایی به کارگردانی دیوید راس لدرمن محصول سال ۱۹۳۴ میلادی است.

## بازیگران
- تیم مک‌کوی در نقش تیم وستون
- شرلی گری در نقش هلن گلن
- آدیسون ریچاردز در نقش مورگان
- هری سی. بردلی به عنوان استاد
- جان مرتون در نقش پلیس رادیو نیویورک (در نقش مرت لا ور)
- دیک راش به عنوان پلیس رادیوی نیویورک
- هارولد هوبر در نقش گوردون
- میشا آور
- کلارنس ویلسون در نقش تالبوت
- جوزف کرئان به عنوان رئیس اندرسون
- چارلز سی. ویلسون به عنوان دادستان پیگرد قانونی (در نقش چارلز ویلسون)
- رجینالد بارلو به عنوان قاضی
- دیک راش